# Коробов, Александр Петрович
Александр Петрович Коробов (30 июля 1885 — 1952) — советский учёный, профессор, доктор технических наук, заслуженный деятель науки и техники РСФСР. 
Видный учёный в областях теории устойчивости колонн и балок, прочности кривых брусьев, конструирования уникальных машин для испытания материалов и стержней. Наиболее значительны исследования Коробова по теории устойчивости стержней и по теории кривых брусьев. 

## Биография
Родился 30 июля 1885 года.
В 1925—1935 годах работал директором института испытаний материалов при Донском политехническом институте. Профессор Коробов оборудовал лабораторию строительной механики приборами и машинами для испытания материалов и конструкций, изготовленными в основном по его проектам. 
В 1928—1944 годах руководил кафедрой «Сопротивление материалов, строительная и прикладная механика» в Донском политехническом институте. Универсальная испытательная машина А. П. Коробова до сих пор продолжает использоваться на кафедре и является материальной памятью о замечательном инженере и учёном. 
Во время Великой Отечественной войны лаборатория профессора Коробова испытывала авиационную дельта-древесину. Для прифронтовых аэродромов велись испытания стоек самолётных шасси. 
В 1943—1944 годах лаборатория провела ряд испытаний для инженерных войск, авиачастей, для восстановления крупных районных электростанций, железнодорожных мостов, шахт и оборонных заводов.
С 1946 года — профессор физико-математического факультета Ростовского государственного университета.
Умер в 1952 году.